# دوران قهرمانانه اکتشاف جنوبگان

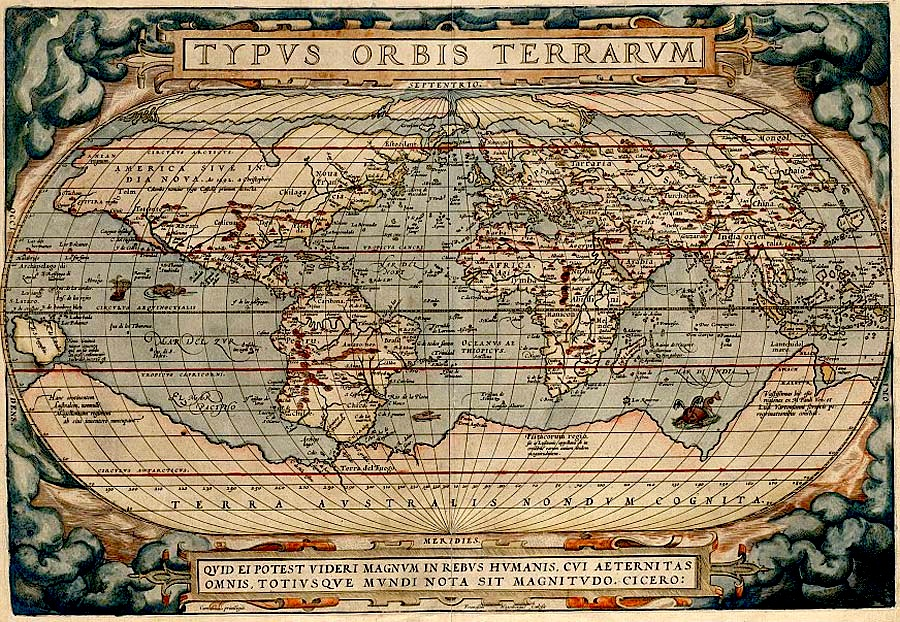
نقشه دوران قهرمانانه اکتشاف جنوبگان

آغاز دوره قهرمانانه اکتشاف جنوبگان همزمان با پایان سده ۱۹ (میلادی) و سفر جنوبگان-ترنس ایمپریال (به انگلیسی: Imperial Trans-Antarctic Expedition) به رهبری ارنست شکلتون (بازماندهٔ کاوشگران سواحل ولینگتون و نیوزلند) در ۹ فوریه ۱۹۱۷ بود. مورخان آنت الزینگا منابع و توضیحات بیشتری را از تاریخ پس از ۱۹۴۵ (میلادی) در جنگ جهانی دوم ارائه می‌دهند که نقطهٔ عطفی در پژوهش و اکتشاف قطب جنوب بود.